# Gampern
Gampern è un comune austriaco di 2 851 abitanti nel distretto di Vöcklabruck, in Alta Austria.